# 天使の恍惚
『天使の恍惚』（てんしのこうこつ）は、1972年（昭和47年）に公開された日本の映画である。監督は若松孝二。

## 概要
同作のタイトルは、脚本の第一稿では『天使はケチである』、第二稿および決定稿の段階でも『天使の爆殺』であった。
「金曜日」役の当初のキャスティングは歌手の安田南であったが、撮影途中で安田が突然失踪したため急遽代役に横山リエが立てられた。同作のサウンドトラックに収録されている「ウミツバメ Ver.2」は、クレジットでは横山の歌唱とされているが、演奏の山下洋輔は安田の歌声であると証言している

## スタッフ
- 企画・製作 : 若松孝二、葛井欣士郎
- 監督 : 若松孝二
- 脚本 : 出口出（足立正生）
- 音楽 : 山下洋輔トリオ
- 撮影 : 伊東英男
- 照明 : 磯貝一
- 録音 : 杉崎喬
- 編集 : 出口出（田中始）
- 助監督 : 沖島勲
- 製作主任 : 岩淵進
- 効果 : 秋山実、福島効果グループ
- 撮影助手 : 川島義和、和光晴生、高間賢治、橘満
- 照明助手 : 前田基男、福井通夫
- 製作進行 : 山田力
- 現像 : 東映化学工業
- 主題歌
  - 作詞 : 出口出 （足立正生）
  - 作曲 : 秋山ミチヲ

## 作品データ
- 製作会社 : 若松プロダクション、日本アート・シアター・ギルド
- 上映時間 : 90分
- フォーマット : パートカラー（白黒映画・カラー映画） - スコープ・サイズ（2.35:1）
- 映倫番号 : 17057
- 公開当時のレイティング指定 : 成人映画
- 劇場公開日 :  日本 1972年3月11日
- 配給 : 日本アート・シアター・ギルド

## キャスト
- 十月：吉沢健
- 月曜日：本田竜彦
- 火曜日：大泉友雄
- 水曜日：三枝博之
- 木曜日：小山田昭一
- 金曜日：横山リエ
- 土曜日：小野川公三郎
- 日曜日：和島真介
- 秋：荒砂ゆき
- 冬：吉田潔
- 二月：岩淵進
- 九月：松島真一
- 十一月：柴田秀勝
- 二月軍団：足立正生、布川徹郎、渡辺亜人、古旗吾郎
- 少女：神野ジーナ、大橋真理
- 米兵：ゲーリー・ドレーン、ダーロー・エヴァンス
- 男：山下洋輔、森山威夫、中村誠一
- ギタリスト：秋山ミチヲ